# Birokratizam
Birokratizam je pretjerani razvitak birokracije; monopolizacija vlasti od strane činovništva, upravnog, administrativnog društvenog sloja; sustav vlasti koji počiva na principima hijerarhijske subordinacije nadležnosti između pojedinih organa vlasti i odgovarajućih ustanova (biroa, ureda). Birokratizam može postojati na raznim državnim razinama, i od birokratizma nisu imune države koje su razvijene ili nerazvijene, kapitalističke i socijalističke, ili nešto treće.

## Marksističko objašnjenje
Birokratizam karakterizira tendencija da zahtjevi činovništva postaju dominantni propisi funkcioniranja društva, nametanje propisa koji formaliziraju i otežavaju upravni postupak, čineći ga neefikasnim. Birokratizam je svestrano analizirala marksistička kritika. Marx, kao urednik  "Rajnskih novina" razotkriva birokratski karakter carske Njemačke[nedostaje izvor]. Birokratizam je karakterističan za eksploatatorske društvene sisteme i svojom tendencijom podvrgavanja svih ljudskih zahtjeva činovničkom, državnom aparatu, služi interesima vladajućih klasa, guši težnje za promjenama i umnaža poslušnu birokratsku kastu u svim porama državnog mehanizma. Lenjin upozoravao da se pojedini oblici birokratizma mogu javiti i nakon socijalističke revolucije.[nedostaje izvor] Po Lenjinu, birokratizam "obilježava potčinjavanje interesa stvari interesu karijere, obraćanje dvostruke pažnje na službicu i ignoriranje rada." Staljinski su dogmatici, usprkos mnogobrojnim Lenjinovim upozorenjima, izgradili snažan birokratski mehanizam koji je, jačajući stalno etatističke tendencije, doveo do bitnih devijacija od marksističkog učenja o odumiranju države.[nedostaje izvor]

## Rješenja za birokratizam
Kao odgovor birokratizmu u SFRJ, Josip Broz Tito je 1950-tih godina uvezo radničko samoupravljanje, prema izjavi Tita: "Predavanje fabrika, rudnika itd. na rukovođenje radnim kolektivima onemogućit će da se ugnijezdi u našoj privredi jedna zarazna bolest koja nosi ime birokratizam". [nedostaje izvor]